# Nouveau Parti démocratique de l'Île-du-Prince-Édouard
Le Nouveau Parti démocratique de l'Île-du-Prince-Édouard (Prince Edward Island New Democratic Party) est un parti politique social-démocrate dans la province canadienne de l'Île-du-Prince-Édouard. Il est affilié au Nouveau Parti démocratique fédéral.

## Chefs du parti
- Aquinas Ryan, 1974-1977
- Douglas Murray, 1977-1981
- David Burke, 1982-1983
- Jim Mayne, 1983-1989
- vacant 1989-1991
- Larry Duchesne, 1991-1995
- Herb Dickieson, 1995-2002
- Gary Robichaud, 2002-2005
- vacant 2005-2006
- Dean Constable, 2006-2007
- James Rodd, 2007-2009 (intérim), 2009-2012
- Michael Redmond, 2012-2017
- vacant 2017-2018
- Joe Byrne, 2018-2020
- vacant 2020-2022
- Michelle Neill, depuis 2022

## Députés NPD à l'Assemblée législative de l'Île-du-Prince-Édouard
Actuellement, le NPD n'a aucun député à l'Assemblée législative de l'Île-du-Prince-Édouard. Le seul député du NPD qui y ait jamais siégé est Herb Dickieson, élu dans Point-Bloomfield Ouest à l'élection de 1996. Il a été défait à l'élection de 2000.